# Дислалія
Дислалія, недорі́куватість — розлад мовлення, синдром, який проявляється у порушенні вимови звуків.
Порушення звуковимови при нормальному слухові та збереженій іннервації мовленнєвого апарату. Залежно від локалізації порушення та причин, що обумовлюють дефект звуковимови. Залежно від причин, дислалію розподіляють на дві основні форми: органічну (механічну) та функціональну.

## Форми дислалії
- Функціональна — порушення звуковимови при відсутності відхилень у артикуляційному апараті та функціонуванні центральної нервової системи, слуховому і периферичному артикуляційному апараті.
- Органічна (механічна) — зумовлена спадковими, вродженими або набутими анатомічними дефектами периферичного артикуляційного апарату.
- Мономорфна (проста) — страждає один звук або кілька звуків з однієї групи (С-З-Ц або Ш-Ж-Ч)
- Поліморфна (складна) — страждає кілька звуків з різних груп (С-Р-К-Ш)
- Фізіологічна (вікова) — порушення звуковимови до 5 років, зумовлені недостатнім розвитком органів артикуляції. Після 5 років проходить сама. Ця єдина форма дислалії, яка присутня у всіх людей, на певному етапі розвитку.

### Органічна дислалія
Органічною (механічною) дислалією називають такий вид неправильної звуковимови, який викликаний:
- органічними дефектами периферичного мовного апарату, його кісткової та м'язової будови. Часто причиною механічної дислалії є укорочена під'язична вуздечка (під'язична зв'язка). При цьому ускладнюються рухи язика, коротка вуздечка не дає можливості високо підняти язик. Також правильну артикуляцію може ускладнювати дуже великий та широкий, або дуже маленький та вузький язик;
- дефектами будови щелеп, що призводять до аномалії прикусу. Нормальним вважається прикус, коли при зімкненні щелеп верхні зуби трохи прикривають нижні. Аномалії прикусу мають декілька варіантів:
  -     - прогнатія — верхня щелепа сильно видається вперед, в результаті чого нижні передні зуби зовсім не змикаються з верхніми;
    - прогенія — нижня щелепа виступає вперед, передні зуби нижньої щелепи виступають попереду передніх зубів верхньої щелепи;
    - відкритий прикус — між зубами верхньої та нижньої щелеп при їх зімкненні залишається проміжок. В деяких випадках цей проміжок лише між передніми зубами (передній відкритий прикус);
    - боковий відкритий прикус — може бути лівостороннім, правостороннім та двостороннім;
    - неправильна будова зубів, зубного ряду також може призвести до дислалії. Наприклад, при великих розщілинах між зубами язик під час вимови деяких звуків просувається між зубами, спотворюючи вимову.

Регуляція зубів та щелеп проводиться лікарями стоматологом та ортодонтом за допомогою накладання на зуби спеціальних пластинок.
- неправильною будовою піднебіння, що також негативно впливає на вимову звуків. Вузьке, надто високе («готичне») піднебіння, або, навпаки, низьке, плоске перешкоджає правильній артикуляції багатьох звуків;
- товсті губи, або укорочена, малорухлива верхня губа ускладнюють чітку вимову губних та губно-зубних звуків.

## Види дислалії
Відповідно до характеру дефекту вимови, що стосується окремої групи звуків, виділяють такі види дислалії:
- Сигматизм (від назви грецької букви сигма, що позначає звук с) — вади вимови свистячих (сь, зь, ць) та шиплячих (ш, ж, ч, щ) звуків. Один з найбільш розповсюджених видів порушень вимови.
- Ротацизм (від назви грецької букви ро, що позначає звук р) — вади вимови звуків р та рь.
- Ламбдацизм (від назви грецької букви ламбда, що позначає звук л) — вади вимови звуків л, ль.
- Каппацизм (від назв грецької букви каппа, що позначає звук к) — вади вимови звуків к та кь.
- Гаммацизм (від назв грецької букви гамма, що позначає звук г) — вади вимови звуків г та гь.
- Хітизм (від назв грецької букви хі, що позначає звук х) — вади вимови звуків х та хь.
- Йотацизм (від назв грецької букви йота, що позначає звук й) — вади вимови звука й.
- Дефекти вимови дзвінких приголосних звуків — вади вимови, які виражаються в заміні дзвінких приголосних звуків парними глухими звуками: б-п, д-т, в-ф, з-с, ж-ш, г-к.